# Municipio de Franklin (condado de Jerauld)
El municipio de Franklin (en inglés: Franklin Township) es un municipio ubicado en el condado de Jerauld en el estado estadounidense de Dakota del Sur. En el año 2010 tenía una población de 52 habitantes y una densidad poblacional de 0,57 personas por km².

## Geografía
El municipio de Franklin se encuentra ubicado en las coordenadas 44°3′35″N 98°23′1″O / 44.05972, -98.38361. Según la Oficina del Censo de los Estados Unidos, el municipio tiene una superficie total de 91.92 km², de la cual 90,94 km² corresponden a tierra firme y (1,06 %) 0,97 km² es agua.

## Demografía
Según el censo de 2010, había 52 personas residiendo en el municipio de Franklin. La densidad de población era de 0,57 hab./km². De los 52 habitantes, el municipio de Franklin estaba compuesto por el 98,08 % blancos, el 1,92 % eran afroamericanos. Del total de la población el 0 % eran hispanos o latinos de cualquier raza.